# Граници на Албания
Границите на Албания са определени по силата на Лондонския мирен договор и по споразумение между посланиците на шестте велики сили по онова време (Великобритания, Франция, Германия, Австро-Унгария, Русия и Италия).

## Предистория
В навечерието на Берлинския конгрес на който централна тема е България, Ото фон Бисмарк заявява че: 
| „ | Албания е само географско понятие на картата (на немски: Albanien ist lediglich ein geographischer Begriff auf der Landkarte). | “ |

Почти цяла Албания, в географски смисъл, е под българска или византийска власт през средновековието. 
През XIX век, Албания в географски смисъл включвала цялата територия на Епир.  Много арванити населявали дори Атика. 
Българската екзархия почива на конфесионална основа, изключвайки земите населени с католическо или мюсюлманско население, каквито са албанските земи, въпреки че тези земи са тясно свързани и преплетени исторически през средновековието с формирането на старобългарската писменост, книжнина и култура в Кутмичевица с т.нар. Охридска книжовна школа, а по време на Втората българска държава с Валонското княжество.
Берлинският договор създава нова реалност на Балканите и предвид гръцките и сръбски претенции към т.нар. албански земи се формира Призренска лига. В тази връзка лигата предлага създаването на автономен Албански вилает включващ вилаетите на Шкодра, Янина, Монастир и Косово – най-вече с цел париране на черногорско-гръцките аспирации. Конкретният повод е преотстъпването на Улцин на Черна гора, за сметка на Гусине и Плав. 

## Определяне на границите
На 8 октомври 1912 г., в хода на балканската война, черногорската армия обсажда Шкодра, а гръцката – Янина, и местното албанско население е изключително разтревожено от плановете на Черна гора, Сърбия и Гърция за разделяне на територията на западните Балкани, което провокира свикването на конгрес във Вльора който на 28 ноември 1912 г. излиза с декларация от Вльора за независимостта на Албания. 
По този начин, и най-вече предвид потушаване на разгарящия се спор между Австро-Унгария и Италия за контрола над отронтския проток, както и с оглед на желанието на австро-унгарците да не допуснат излаз на кралство Сърбия на Адриатика се решава на 3 декември 1912 г. в Лондон създаването на независима държава Албания. След повече от половингодишни обсъждания с решение от 29 юли 1913 г. се създава Княжество Албания с граници определени от великите сили. 

## Епирски въпрос
Възникналия в хода на балканските войни албански въпрос води след себе си до нов епирски въпрос, предвид гръцката окупация на т.нар. Северен Епир. Проблемът е временно разрешен с протокола от Корфу.  Междувременно избухва ПСВ и цялата територия на Албания е разделена между воюващите от линията на солунския фронт. Със сключения нов лондонски договор (1915) границите на Албания отново са прекроени от Антантата, а през 1919 г. е подписано споразумение между Италия и Гърция по-известно като споразумение Венизелос-Титони от 20 юли 1919 г. по силата на което Северен Епир ще бъде част от Гърция, а Гърция в замяна ще признае италиански протекторат над Централна Албания, като Северна Албания остава по силата на втория лондонски договор за победителите Сърбия и Черна гора. 

## Демаркация на границите
На Парижката мирна конференция плановете за разделяне на Албания (на албански: Copëtimi i Shqipërisë) не се осъществяват най-вече заради съпротивата на САЩ, предизвикала разногласия и противоречия в лагера на победителите (още повече, че под първия лондонски договор са подписите на всички съюзници в Антантата, с изключение на САЩ).
На 9 ноември 1921 г. са извършени някои малки корекции на албанската граница югоизточно от Подгорица и по долината на Черни Дрин. 
На 6 декември 1922 г. възниква спор за суверенитета над манастира Свети Наум на Охридското езеро с Кралство Югославия, и въпреки това с протокол от Флоренция от 27 януари 1925 г. границите на Албания са окончателно утвърдени от всички и съседни страни. 
На 28 юли 1925 г. Княжество Албания и Кралство Югославия по взаимно споразумение коригират общата си граница, като албанската страна в лицето на новия министър-председател Ахмед Зогу доброволно отстъпва манастира Свети Наум за сметка на две села – Вермош в Проклетия и Пешкопия, които преминават в Албания. 
От 1925 г. границите на Албания са постоянни и не са коригирани.